# 腺毛木蓝
腺毛木蓝（学名：Indigofera scabrida）为豆科木蓝属下的一个种。

## 扩展阅读
- 維基物種上的相關：腺毛木蓝